# Éva Csernoviczki
Éva Csernoviczki (Tatabánya, 16 d'octubre de 1986) és una esportista hongaresa que competeix en judo.
Va participar en els Jocs Olímpics de Londres 2012, obtenint una medalla de bronze en la categoria de –48 kg. Als Jocs Europeus de Bakú 2015 va aconseguir una medalla de bronze.
Ha guanyat una medalla de bronze al Campionat Mundial de Judo de 2011 i 9 medalles al Campionat Europeu de Judo entre els anys 2008 i 2016.

## Palmarès internacional
| Jocs Olímpics     | Jocs Olímpics         | Jocs Olímpics | Jocs Olímpics |
| Any               | Lloc                  | Medalla       | Categoria     |
| ----------------- | --------------------- | ------------- | ------------- |
| 2012              | Londres ( Regne Unit) | 3             | –48 kg        |
| Campionat Mundial |                       |               |               |
| Any               | Lloc                  | Medalla       | Categoria     |
| 2011              | París ( França)       | 3             | –48 kg        |
| Jocs Europeus     |                       |               |               |
| Any               | Lloc                  | Medalla       | Categoria     |
| 2015              | Bakú ( Azerbaidjan)   | 3             | –48 kg        |
| Campionat Europeu |                       |               |               |
| Any               | Lloc                  | Medalla       | Categoria     |
| 2008              | Lisboa ( Perú)        | 3             | –48 kg        |
| 2009              | Tbilisi ( Geòrgia)    | 2             | –48 kg        |
| 2010              | Viena ( Àustria)      | 2             | –48 kg        |
| 2011              | Istanbul ( Turquia)   | 2             | –48 kg        |
| 2012              | Txeliàbinsk ( Rússia) | 3             | –48 kg        |
| 2013              | Budapest ( Hongria)   | 1             | –48 kg        |
| 2014              | Montpeller ( França)  | 1             | –48 kg        |
| 2015              | Bakú ( Azerbaidjan)   | 3             | –48 kg        |
| 2016              | Kazan ( Rússia)       | 2             | –48 kg        |